# Porta Metronia (metropolitana di Roma)
Porta Metronia è una stazione in costruzione della linea C della metropolitana di Roma.

## Storia
Nel 2012 il Comitato interministeriale per la programmazione economica (CIPE) sbloccò fondi per 792 milioni di euro per la realizzazione del tratto T3 della linea C tra le fermate di San Giovanni e Colosseo, stanziandone 252 milioni nel mese di dicembre per dare inizio ai cantieri. I lavori iniziarono quindi il 15 aprile 2013, con la previsione di ultimarli in 84 mesi.
Nel corso delle indagini archeologiche svolte a fine 2015 fu rinvenuta nell'area della stazione un'antica caserma risalente al II secolo, collocata a nove metri di profondità ed estesa su una superficie di circa 1753 metri quadrati. Nel dicembre 2016 fu approvato il nuovo progetto della stazione, realizzato dall'architetto Paolo Desideri, che prevede lo smontaggio e lo spostamento dei reperti archeologici, la costruzione della stazione e lo scavo del tunnel, e infine il ricollocamento della caserma alla profondità originaria, con la creazione di una struttura museale apposita separata dalla stazione per mezzo di una vetrata. Di particolare innovatività la concezione strutturale del nuovo solaio di ricollocazione del grande complesso archeologico (probabilmente la caserma della Militia Hadrianei II secolo d.C.), che per assicurare alla struttura edilizia rinvenuta assenza di vibrazioni risalenti dalla sottostante linea metropolitana, è stato appeso dall’alto al fine di smorzare, per gravità, ogni trasmissione vibrazionale.
La stazione era indicata in precedenza come Amba Aradam/Ipponio, ma, a seguito di proteste scatenate dal movimento Black Lives Matter, nell'estate 2020 fu lanciata una petizione per intitolare la stazione al partigiano italo-somalo Giorgio Marincola, in contrasto con la toponomastica locale di via dell'Amba Aradam intitolata all'omonima battaglia della guerra d'Etiopia. Benché fossero state approvate delle mozioni in tal senso in consiglio comunale, il 14 settembre 2022 è stato annunciato che il nuovo nome della stazione sarebbe stato Porta Metronia, derivante dall'omonima porta cittadina delle Mura aureliane.
L'apertura è prevista per fine 2025.

## Interscambi
- Fermata autobus (linee ATAC)